# Parc national de Ruma
Pour les articles homonymes, voir Ruma (homonymie).

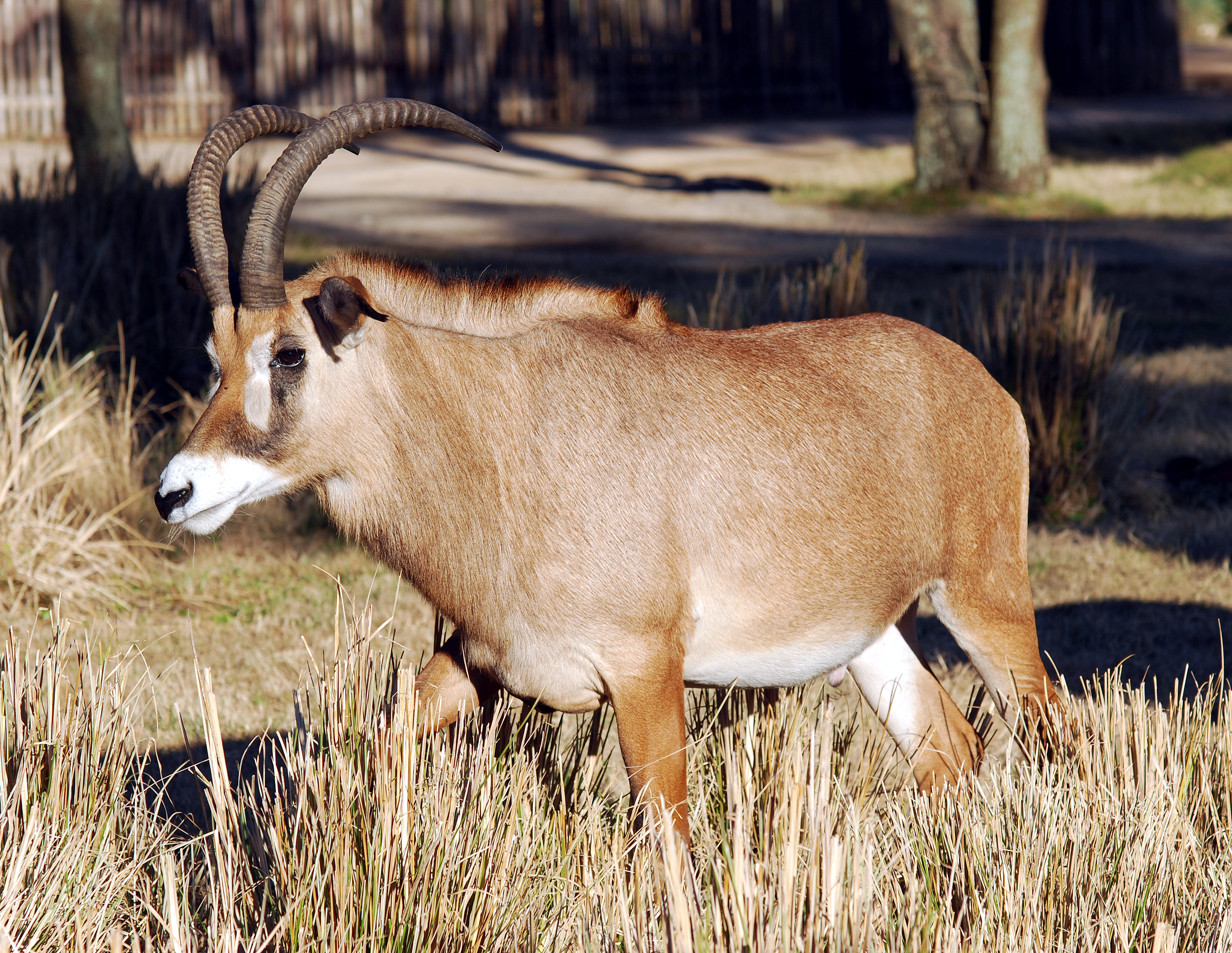
Antilope chevaline.

Le parc national de Ruma  (anglais : Ruma National Park) (swahili : Hifadhi ya Taifa ya Ruma) est réparti entre les comtés de Migori et de Homa Bay (ancienne province de Nyanza) au Kenya sur une étendue de 12 000 ha. . Il est localisé à l'est de Gembe et des collines de Gwasi dans la vallée de Lambwe à 140 km au sud-ouest de Kisumu près de la rive sud du golfe de Winam (lac Victoria) et accessible au départ de Homa Bay par une piste (C19) et ensuite une route asphaltée (C18).

## Historique
D'abord répertorié comme étant la réserve de chasse de la vallée de Lambwe (Lambwe Valley Game Reserve) en 1966, il prit son appellation actuelle et acquit le caractère de parc national en 1983.
Cette appellation fut donnée sous la pression de la communauté luo des jo Kanyamwa. Elle correspond au nom du territoire occupé jadis par le chef de clan Gor k'Ogalo. Dans la tradition luo, Ruma est aussi l'ancêtre de tous les peuples d'Afrique.

## Biotope
C'est une large vallée qui n'a pas été formée par un cours d'eau mais constitue la surface d'un rift. Orientée sud-ouest → nord-est, elle est enchâssée au nord par le complexe volcanique de la caldeira de Rangwa et au sud par le gradin austral du rift Kavirondo. Le sol y est essentiellement composé de vertisol.

Le climat est humide et chaud. La pluviométrie moyenne annuelle varie entre 1 200 et 1 600 mm avec une longue saison des pluies entre avril et juin ainsi qu'une plus courte entre octobre et décembre.

## Biocénose

### Flore
C'est une région de bois ouverts et de bosquets dominés par les acacias et les dattiers du désert.

### Faune
Nombres d'animaux visibles ici sont introuvables ailleurs au Kenya :
- 400 espèces d'oiseaux ont été répertoriées mais c'est la seule zone protégée du pays où l'espèce menacée d'hirondelle bleue (Hirundo atrocaerulea), qui est un migrant intra-Africain rare, est régulièrement enregistrée. Elles arrivent à Ruma de leurs endroits de reproduction en Tanzanie méridionale vers le mois d'avril et repartent en septembre. Des cisticoles à dos noir (espèce vraisemblablement éteinte au Kenya) ont également été rapportées mais sans réelles confirmations scientifiques. Les autruches, quant à elles, sont nombreuses ;
- une série de mammifères se reproduisent dans le parc et les plus notables sont :
  - l'antilope chevaline car c'est le seul endroit, au Kenya, où elle peut être observée en liberté. Les adultes peuvent peser jusqu'à 270 kg et vivre environ 15 ans,
  - la girafes de Rothschild qui n'est rencontrée, au Kenya, qu'ici et dans le parc national du lac Nakuru[1] ;
- le parc est également riche en ourébis, cobes des roseaux, impalas, topis, babouins, singes vervet et, avec un peu de chance, le léopard, le guépard et le ratel peuvent être observés.

Des plans sont, également, en cours pour réintroduire le rhinocéros blanc qui avait disparu de la région.
Le parc est classé zone importante pour la conservation des oiseaux depuis 2009.

## Précautions
Le parc est un des rares endroits de la province de Nyanza où l'on rencontrait des mouches tsé-tsé. Bien que le Kenya Wildlife Service (KWS) affirme qu'elles ont été décimées, grâce à la technique de l'élevage de mâles stériles, il y a lieu de rester prudent.

## Informations pratiques
- Le parc possède quatre entrées dont deux destinées aux touristes (entrées de Kamato et de Nyatoto) et deux réservées aux membres du KWS ;
- les points d'accès sont ouverts toute l'année de 6 à 19 h mais l'entrée est interdite après 18 h 15. Le droit d'entrée se règle uniquement en monnaie fiduciaire (KES ou en USD) ;
- les pistes sont bien entretenues par le KWS mais nécessitent un véhicule tout-terrain pendant les deux saisons humides. Il n'existe pas de sentier de randonnée et il est, par ailleurs, interdit de sortir de son véhicule en dehors des endroits spécifiquement autorisés. Le parc possède une piste atterrissage privée en terre battue ;
- le parc recense six mares dont quatre permettent d'observer les animaux depuis la piste ;
- il existe deux sites de camping dont un est aménagé avec des commodités (camp de Nyati à côté de l'entrée de Kamato) ainsi que deux sites de pique-nique. Juste avant l'entrée de Kamato, le KWS gère le petit gîte d'Oribi (trois chambres) qui est parfaitement équipé pour recevoir les voyageurs.